# Макс Вебер (художник)
Макс Вебер (англ. Max Weber, 18 квітня 1881 — 4 жовтня 1961) — польсько-американський живописець, єврейського походження, який працював у стилі кубізму.

## Біографія
Народився в Білостоці, тоді повітовому місті Гродненської губернії Російської імперії (тепер — у складі Польщі). У віці 10 років іммігрував з батьками в Америку. Вивчав мистецтво в Інституті Пратта в Брукліні у Артура Уеслі Доу. У 1905 році він зібрав достатньо грошей, щоб поїхати в Париж і вчитися в паризькій Школі Матісса.
Мав великий вплив на ранні роботи Марка Ротко.